# A nagy kirándulás
A nagy kirándulás a Vízipók-csodapók című rajzfilmsorozat harmadik évadának tizenegyedik epizódja. A forgatókönyvet Kertész György írta.

## Cselekmény
A két jóbarát, Vízipók és Keresztespók, hajnali kirándulásra indulnak egy távoli rétre. Igen ám, de a messzi vidék tele van ismeretlen lakókkal és veszélyekkel!

## Alkotók
- Rendezte: Szabó Szabolcs, Haui József
- Írta: Kertész György
- Dramaturg: Szentistványi Rita
- Zenéjét szerezte: Pethő Zsolt
- Főcímdalszöveg: Bálint Ágnes
- Ének: ?
- Operatőr: Magyar Gyöngyi, Pugner Edit
- Hangmérnök: Bársony Péter
- Hangasszisztens: Zsebényi Béla
- Effekt: Boros József
- Vágó: Czipauer János, Völler Ágnes
- Háttér: N. Csathó Gizella
- Rajzolták: Kricskovics Zsuzsa, Újváry László, Vágó Sándor
- Kihúzók és kifestők: Miklós Katalin, Rouibi Éva, Zoboki Mariann
- Asszisztens: Hajdu Mariann, Halasi Éva, Varró Lászlóné
- Színes technika: Szabó László
- Felvételvezető: Gödl Beáta
- Gyártásvezető: Vécsy Veronika
- Produkciós vezető: Mikulás Ferenc

- A laboratóriumi munkák a Magyar Filmlaboratórium Vállalatnál készültek
- Készítette a Magyar Televízió megbízásából a Pannónia Filmstúdió

## Szereplők
- Vízipók: Pathó István
- Keresztespók: Harkányi Endre
- Katica: Gyurkovics Zsuzsa
- Szentjánosbogár: Miklósy György
- Mezei tücsök: Rátóti Zoltán
- Bánatos özvegy (pók): Győri Ilona